# 小行星7230
小行星7230（英語：7230 Lutz）是一颗围绕太阳公转的小行星。1985年9月12日，愛德華·鮑威爾在可可尼诺县发现了此天体。
这颗小行星的绝对星等为359.8296961914996等。